# Streifen-Nussmuschel
Die Streifen-Nussmuschel (Nucula sulcata), ist eine Muschel-Art aus der Familie der Nussmuscheln (Nuculidae).

## Merkmale
Das gleichklappige, mäßig aufgeblähte Gehäuse ist im Umriss dreieckig-eiförmig; die maximale Länge beträgt 20 Millimeter. Es ist länger als hoch, die Höhe erreicht etwa vier Fünftel der Länge. Der Wirbel liegt hinter der Mitte bei etwa einem Drittel bis einem Viertel vom Hinterende aus gesehen. Der vordere, mäßig gewölbte Dorsalrand ist lang und fällt flach ab. Der hintere Dorsalrand ist dagegen fast gerade und fällt steil ab. Der Übergang vom hinteren Dorsalrand zum Ventralrand ist gewinkelt. Der Übergang des vorderen Dorsalrandes zum Ventralrand ist dagegen mäßig gerundet. Auch der Ventralrand ist gut gerundet, stärker als der vordere Dorsalrand.
Das taxodonte Schloss besteht aus einer breiten Schlossplatte mit langen, zugespitzten Zähnchen. Es ist winklig abgeknickt und hat dadurch einen vorderen und einen hinteren Teil. Im vorderen Teil sind es 24 bis 29 Zähne, im hinteren Teil 12 bis 14 Zähne. Das interne, längliche Ligament ist opisthodetisch und sitzt in einem gut ausgebildeten, länglich-dreieckigen Resilifer. Ein zapfenförmiger Zahn bzw. Zähnchen liegt direkt hinter dem Resilifer. Vor den Wirbel sitzt ein weiteres, extern gelegenes, dünnes und kaum sichtbares Ligament. Die Lunula ist lang und lanzettförmig mit nur undeutlichen Rändern. Es ist kaum erhaben, leicht konvex gewölbt und weist quer verlaufende Runzeln auf. Die Area ist länglich-herzförmig mit wenig deutlich abgesetzten Rändern.
Die Ornamentierung besteht aus zahlreichen, eng stehenden und sehr feinen erhabenen, radialen Linien. Sie kreuzen sich mit deutlichen und etwas gröberen, eng stehenden, konzentrischen, erhabenen Linien und bilden ein feines Gittermuster. Der innere Rand des Gehäuses ist dadurch fein gezähnelt, die Zähnelung korrespondiert mit den radialen erhabenen Linien. Das Periostracum ist vergleichsweise dick mit einer matten Oberfläche. Die Farbe variiert von graugrün, olivgrün bis zu dunkelbraun und fast schwarz. Die Gehäuse sind vor allem im hinteren Teil und/oder dorsalen Teil des Gehäuses häufig mit einer Kruste aus Manganverbindungen oder gehärtetem Schlamm bedeckt. Die Schale ist für eine Art der Gattung Nucula recht dick und fest. Sie ist weißlich, innen perlmuttrig glänzend. Die Wirbel sind oft korrodiert.
Die Mantellinie ist ganzrandig und weist keine Einbuchtung auf. Es sind zwei in etwa gleich große im Umriss eiförmige Schließmuskeln vorhanden, die aber nur undeutliche Abdrücke auf der Innenseite des Gehäuses hinterlassen.

### Ähnliche Arten
Es ist die größte Art der im östlichen Atlantik vorkommenden Nucula-Arten. Die Schale ist auffallend dick mit einem matten Periostracum.

## Geographische Verbreitung und Lebensraum
Das Verbreitungsgebiet erstreckt sich entlang des östlichen Atlantiks von Nordnorwegen bis nach Angola. Sie dringt auch in die Nordsee und das Mittelmeer vor.
Nucula sulcata kommt vom Flachwasser (etwa neun Meter Wassertiefe) bis in etwa 400 Meter (ein Fund bis 2.250 m) Wassertiefe auf schlammigen Sandböden vor.

## Taxonomie
Das Taxon wurde 1831 von Heinrich Georg Bronn in seinem Werk Italiens Tertiär-Gebilde und deren organische Einschlüsse publiziert. Eine wortgleiche Beschreibung findet sich im erst 1832 erschienenen zweiten Band seines Werkes  Ergebnisse meiner naturhistorisch-öconomischen Reisen (in Italien). Es wurde bemerkenswerterweise seither nur in dieser Kombination verwendet. Es gibt aber eine ganze Reihe jüngerer Synonyme:
- Nucula compta Gould, 1834
- Nucula decussata G. B. Sowerby I, 1833
- Nucula polii Philippi, 1836
- Nucula rugosa Ponzi, 1872
- Nucula triquetra Ponzi, 1872

## Belege

### Online
- Marine Species Identification Portal: Nucula sulcata Bronn, 1831
- Marine Bivalve Shells of the British Isles: Nucula sulcata Bronn, 1831 (Website des National Museum Wales, Department of Natural Sciences, Cardiff)